# ヴィラ・マダレナ駅
ヴィラ・マダレナ駅 は、サンパウロ地下鉄 2号線の駅です。1998 年にオープンしたこのホテルは、Praça Américo Jacomino に位置し、Rua Heitor Penteado 経由でアクセスできます。バスターミナルに接続されており、南のピニェイロス区と北のペルディゼス区の間に位置しています。2号線西方向の終点駅です。

## 歴史
ヴィラ・マダレナ駅の掘削工事は建設会社コンストラン S/A によって1989年に開始されましたが、契約が締結されたのは1994 年になってからです。選挙のため、駅は 1998年11月21日に完成しました。
2000年8月28日から 2011年9月9日まで、この駅はオルカ橋の運行を通じてメトロポリタン鉄道9号線間のシダーデ・ウニベルシタリア駅と統合されました。
2008年、地下鉄1、2、3号線に対するCBTC信号供給契約の一環として、ホームドアの設置工事が契約されました。遅れがあったため、工事は2018年半ばに始まり、2019年 8月に完了しました。

## 特徴

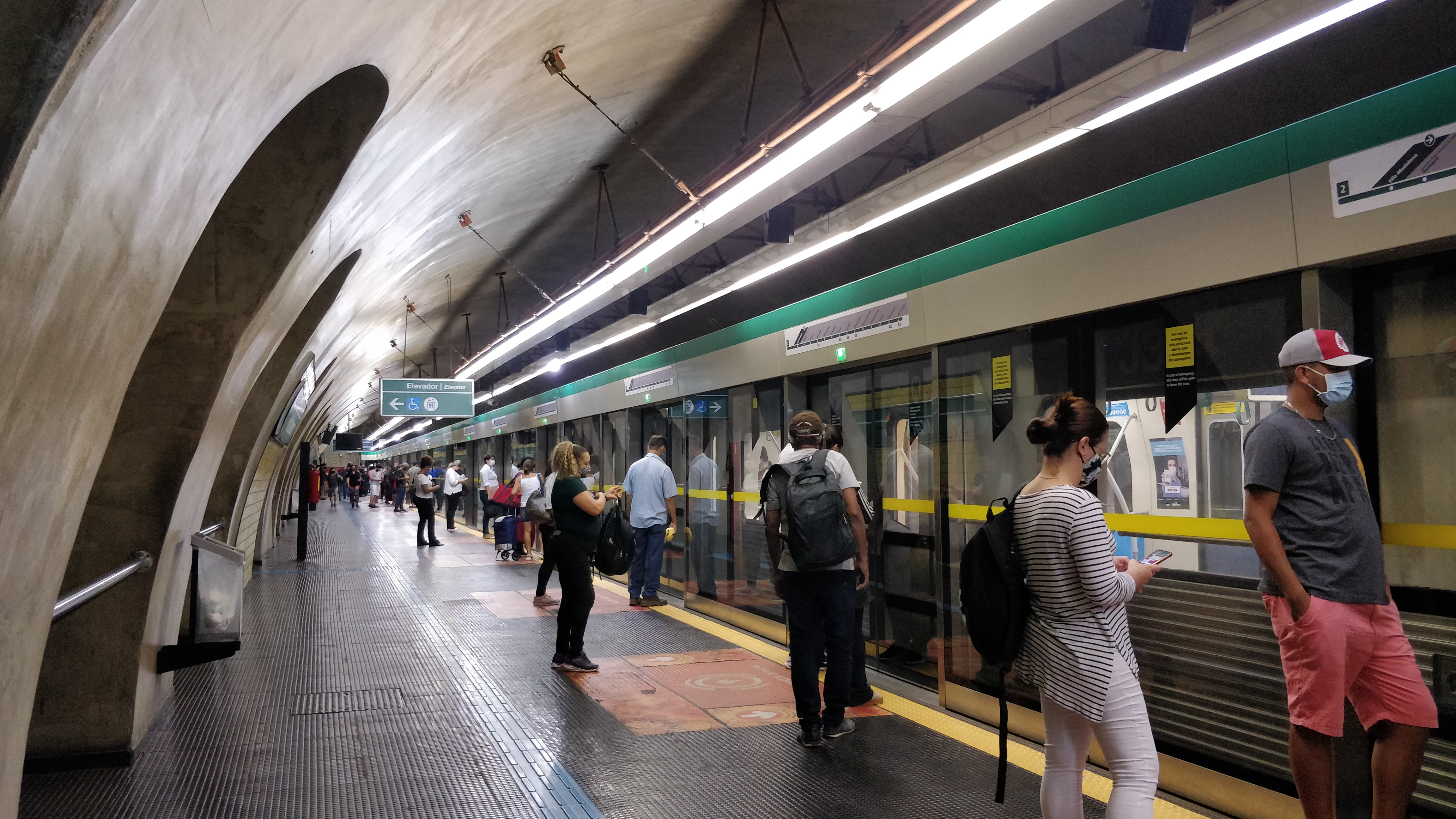
駅のホーム

配電中2階と側方ホームからなる地下駅。障害のある方もアクセス可能です。
この駅は1日あたり最大2万人の乗客を収容でき、建築面積は9,600平方メートルです。

## 芸術作品
- アメリコ・ジャコミーノ広場に設置された彫刻:
- ガリレオ・ガリレイ世へのオマージュ II、クレベール・マシャド、彫刻 (2007)、コルテン鋼、エポキシ樹脂、スチール ショットの構造 (高さ 2 メートル)。[9]